# (16350) 1964 VZ2
A (16350) 1964 VZ2 a Naprendszer kisbolygóövében található aszteroida. A Bíbor-hegyi Obszervatórium fedezte fel 1964. november 11-én.